# Pålsundtjärnen
Pålsundtjärnen är en sjö i Skellefteå kommun i Västerbotten och ingår i Mångbyån-Kålabodaåns kustområde.